# Pomfret (Maryland)
Pour les articles homonymes, voir Pomfret.
Pomfret est une census-designated place située dans le comté de Charles, dans l’État du Maryland, aux États-Unis. Sa population s’élevait à 517 habitants lors du recensement de 2010.

## Source
- (en) Cet article est partiellement ou en totalité issu de l’article de Wikipédia en anglais intitulé « Pomfret, Maryland » (voir la liste des auteurs).